# 新湊線
新湊線（日语：／ Shinminato sen */?）是一條日本富山縣高岡市內、屬於日本貨物鐵道（JR貨物）的鐵路線。亦是自1997年位於宮城縣的鹽釜線被廢線後，JR貨物現時唯一一條線道擁有獨立名稱的貨運路線。

## 概要
最初由中越鐵道所興建的路線，於1918年開始投入服務，兼辦客運及貨運服務。1920年中越鐵道國有化後改由日本國鐵管理，並改稱為「新湊輕便線」，1922年隨「輕便鐵道法」被廢除，再改稱為「新湊線」。
1951年由於富山地方鐵道的高岡軌道線開通，為免造成了線路重覆，國鐵將本線的客運服務取消。，並將貨物站遷移至中伏木站內。由1985年11月5日手宮線（全長2.8公里）被廢線、直至1996年7月17日宮崎機場線（全長1.4公里）開業前為止，新湊線曾是國鐵內數最短的路線。
2002年時，再把位於中伏木的貨物站遷移至現地，並且改稱為「高岡貨物站」，同時亦把高岡貨物以東的路段廢線，使本線的距離由原來的3.0km再縮減至只有1.9km，並從此不再駛進新湊市內。2018年時間表改正時，再把由高岡貨物站開出的列車臨時化，並且減去一個班次，但在最新一期的JR貨物時間表中，仍然有顯示相關的班次。

### 軼事
1986年，新湊高校獲得了春季和夏季甲子園出賽資格之際，國鐵曾經打算開辦臨時客運列車「全壘打號」列車（Home Run），讓新湊高校成員直接由新湊站出發前往甲子園，不過最終新湊高校選擇以乘坐萬葉線至高岡站，再坐回「全壘打號」列車前往。

## 路線資料
- 管轄：日本貨物鐵道（第一種鐵道事業者）：
- 路線距離（營業距離）：能町－高岡貨物間 1.9公里
- 軌距：1,067毫米
- 站數：2個（包括起終點站）
- 複線路段：沒有（全線單線）
- 電氣化路段：沒有（全線非電氣化（日语：非電化））
- 閉塞方式：特殊自動閉塞式[3]

## 車站列表
- 軌道：全線單線，能町站和高岡貨物站有側線可以讓車或調頭
- 所有車站都位於富山縣內

| 中文站名   | 日文站名 | 英文站名 | 站間營業距離 | 累計營業距離 | 接續路線               | 軌道 | 所在地 |
| ---------- | -------- | -------- | ------------ | ------------ | ---------------------- | ---- | ------ |
| 能町       |          |          | -            | 0.0          | 西日本旅客鐵道：冰見線 | ◇    | 高岡市 |
| 高岡貨運站 |          |          | 1.9          | 1.9          |                        | ∧    | 高岡市 |

### 已廢線路段
| 中文站名 | 日文站名 | 英文站名 | 站間營業距離 | 累計營業距離 | 接續路線 | 軌道 | 所在地                |
| -------- | -------- | -------- | ------------ | ------------ | -------- | ---- | --------------------- |
| 吉久     |          |          | 0.2          | 2.1          |          | ｜   | 高岡市                |
| 中伏木   |          |          | 0.9          | 3.0          |          | ｜   | 新湊市 （即現射水市） |
| 新湊     |          |          | 0.6          | 3.6          |          | ｜   | 新湊市 （即現射水市） |